# Terry Dunfield
Terry Dunfield né le 20 février 1982 à Vancouver en Colombie-Britannique, est un joueur international canadien de soccer qui joue au poste de milieu de terrain. Il est actuellement entraîneur par intérim du Toronto FC en MLS.

## Biographie

### Parcours en club
Le 13 juin 2013, Dunfield est libéré par le Toronto FC en cours de saison.
Le 20 février 2014 il rejoint Oldham Athletic.
Dunfield était l'un des 14 joueurs libérés par le comté de Ross à la fin de la saison 2014-2015.

### Parcours d'entraîneur
Le 26 juin 2023, il remplace Bob Bradley, démis de ses fonctions d'entraîneur le jour-même, et entame un intérim à la tête du Toronto FC en MLS.